# پنجشنبه چاق

پنجشنبه چاق یک جشن سنتی مسیحیت کاتولیک است که در آن مناسبت آخرین پنجشنبه قبل از چله روزه را با صرف خوراکی‌های زیاد و همراه با جشن و کارناوال برگزار می‌کنند.

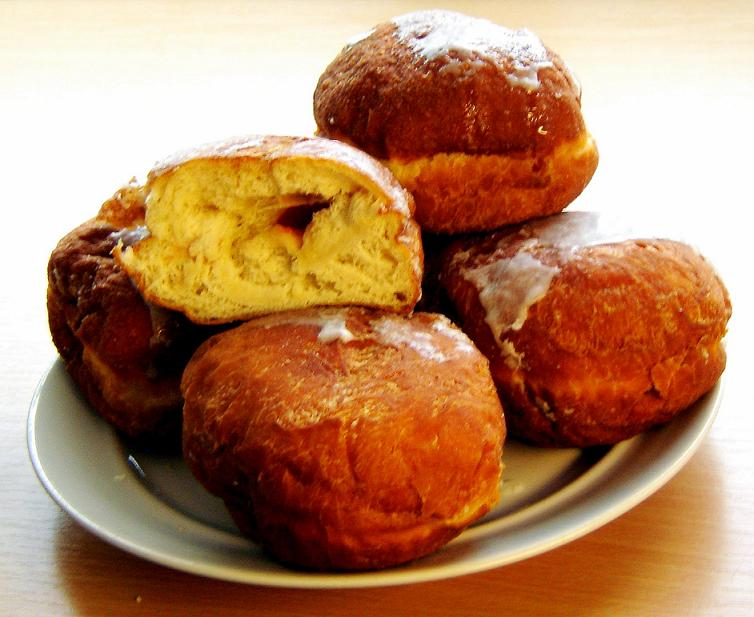
یک بشقاب لهستانی پانچگی

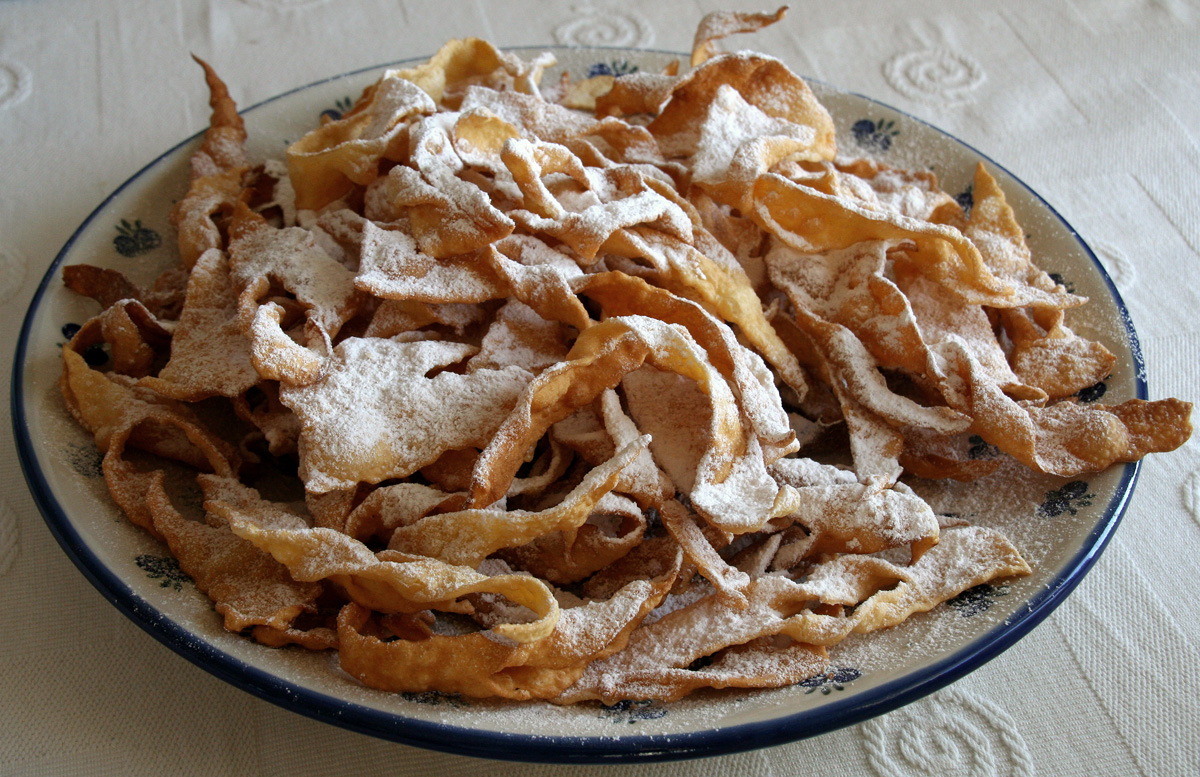
یک بشقاب بال فرشته

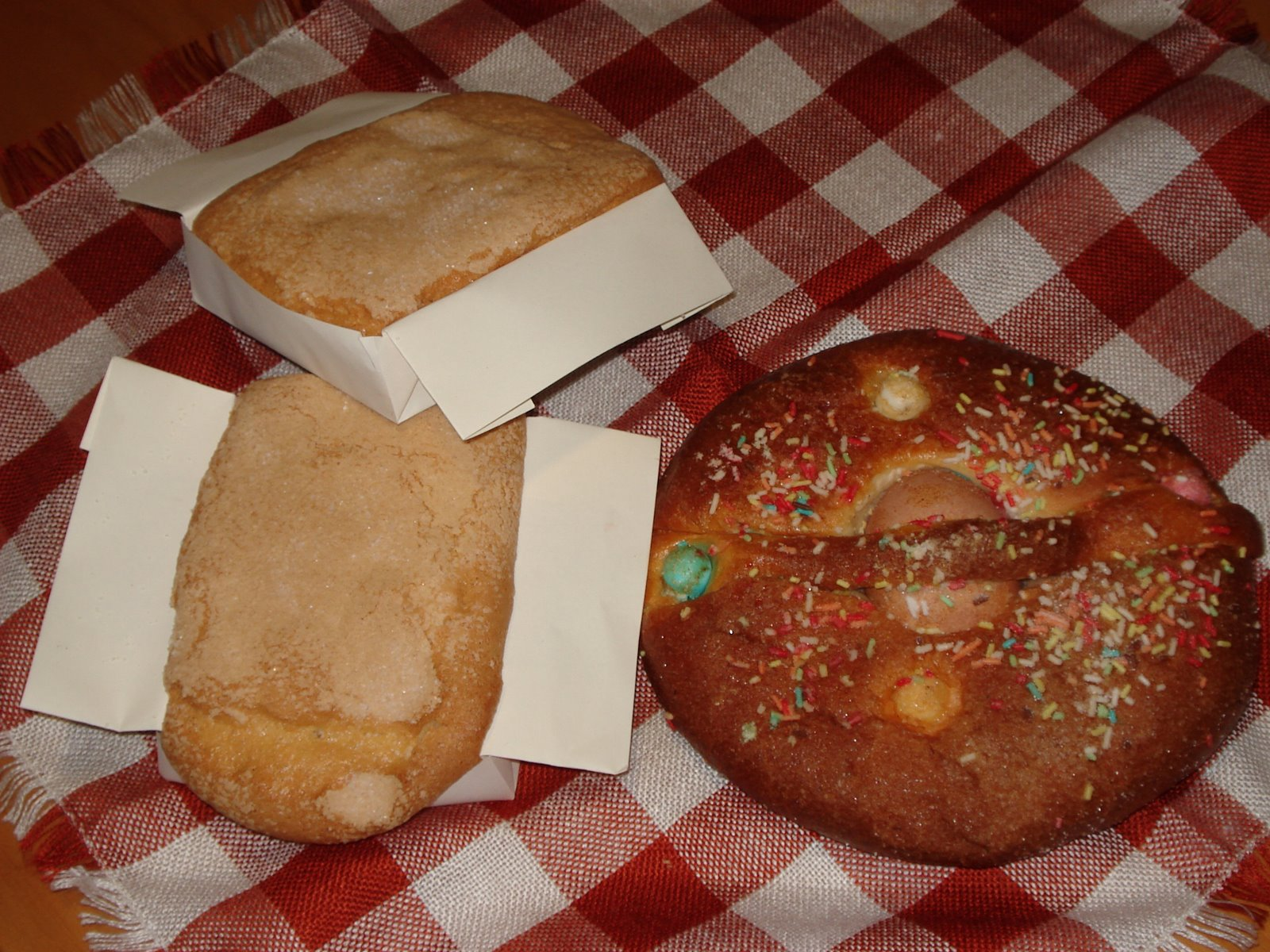
"بیزکوچوز" و "موناً در پنجشنبه چرب در آلباسته اسپانیا

از آنجا که چله روزه زمانی برای روزه‌داری است فرصت بعدی برای جشن عید پاک خواهد بود. به طور سنتی مردم این روز را به غذا خوردن با دوستان و بستگان در خانه‌های خود یا کافه‌ها اختصاص می‌دهند و معمولاً در طول روز مقادیر زیادی از شیرینی و کیک و دیگر وعده‌های غذایی خورده می‌شود. در میان تمام غذاهای ملی برای صرف در این روز می‌توان از نوعی دونات بنام پانچگی (به لهستانی: pączki) در لهستان، یا دونات برلینر پرشده بامارمالاد گل رز و نوعی شیرینی به نام فاورکی یا بال فرشته، و شیرینی دیگری به نام خمیر انگشتان فرانسوی که با مقدار زیادی پودر شکر سرو می‌شود نام برد.
این مراسم در کاتولیک‌های کشورهای مختلف به ویژه آلمان، یونان، ایتالیا، لهستان، اسپانیا، کاتولیک‌های سوریه و دیگر کشورها با تغییراتی همراه است. گوگل به مناسبت این روز برای 2016 گوگل دودل را تغییر داد.